# Scytalopus latebricola
Scytalopus latebricola е вид птица от семейство Rhinocryptidae.

## Разпространение
Видът е разпространен във Венецуела и Колумбия.